# Aloe gracilicaulis
Aloe gracilicaulis é uma espécie de liliopsida do gênero Aloe, pertencente à família Asphodelaceae.